# 藤原宗通
藤原 宗通（ふじわら の むねみち）は、平安時代後期の公卿・歌人。藤原北家中御門流、右大臣・藤原俊家の子。官位は正二位・権大納言。坊門大納言と号した。

## 経歴
幼い頃から白河院の手元で育てられた。14歳で叙爵され、累進して白河院別当となり、近臣として権勢を振るった。『金葉和歌集』（歌番号554）・『新勅撰和歌集』（歌番号274）に和歌作品が採録されている。

## 官歴
- 応徳元年（1084年） 侍従
- 応徳3年（1086年） 右少将、正五位下
- 寛治2年（1088年） 従四位下、従四位上
- 寛治3年（1089年） 正四位下、左中将
- 寛治6年（1092年） 兼伊予介、蔵人頭
- 寛治8年（1094年） 参議
- 嘉保2年（1095年） 従三位、兼備後権守、正三位
- 承徳2年（1098年） 権中納言
- 康和2年（1100年） 従二位、右衛門督、検非違使別当
- 康和3年（1101年） 正二位
- 天仁元年（1108年） 兼按察使
- 天永2年（1111年） 権大納言
- 永久3年（1115年） 兼民部卿
- 永久6年（1118年） 兼中宮大夫

## 系譜
- 父：藤原俊家
- 母：源兼長の娘
- 妻：藤原顕季の娘（?-1150）
  - 男子：信通（1091-1120）
  - 男子：伊通（1093-1165）
  - 男子：季通
  - 男子：成通（1097-?）
  - 男子：重通（1099-1161）
  - 女子：宗子（1090-1155） - 藤原忠通正室、藤原聖子母、准后
- 妻：春日殿（藤原師兼の娘）- 郁芳門院女房
- 生母不明の子女
  - 男子：定通（1095?-1115） - 実は藤原保実の子の説あり
  - 男子：良延
  - 男子：宗海
  - 男子：伊覚